# Communauté de communes Midi Corrézien
La communauté de communes Midi Corrézien est une communauté de communes française, située dans le département de la Corrèze et la région Nouvelle-Aquitaine.

## Historique
Le projet de schéma départemental de coopération intercommunale de 2015 impose une fusion aux structures intercommunales de Corrèze car le seuil de population de 5 000 habitants n'est pas atteint. La prescription numéro 3 va jusqu'à regrouper les six intercommunalité du Pays de la Vallée de la Dordogne Corrézienne et de la commune d'Altillac. La prescription est amendée avec la fusion envisagée à quatre à savoir les communautés de communes du canton de Beynat, du Midi Corrézien, du Sud Corrézien et celle du département voisin du Lot Cère et Dordogne. Cette dernière intégration provoque un fort débat dans le Lot et rejoindra finalement la nouvelle communauté de communes Causses et Vallée de la Dordogne.
La préfecture a validé le nouveau périmètre restreint le 9 juin 2016 qui recueille un avis défavorable de la part de la ComCom Sud Corrézien. L'arrêté est pris le 15 septembre 2016 pour une création au 1er janvier 2017.
Elle regroupe donc à sa création la communauté de communes du canton de Beynat (8 communes pour 3700 habitants), celle du Sud corrézien-Beaulieu (13 communes pour 4200 habitants) et celle des Villages du Midi corrézien-Meyssac (13 communes pour 4500 habitants). S'y ajoute la commune d'Altillac (875 habitants) issue de la communauté de Mercœur.
Le 1er janvier 2019, Beaulieu-sur-Dordogne et Brivezac fusionnent sous le régime de la commune nouvelle.

## Territoire communautaire

### Composition

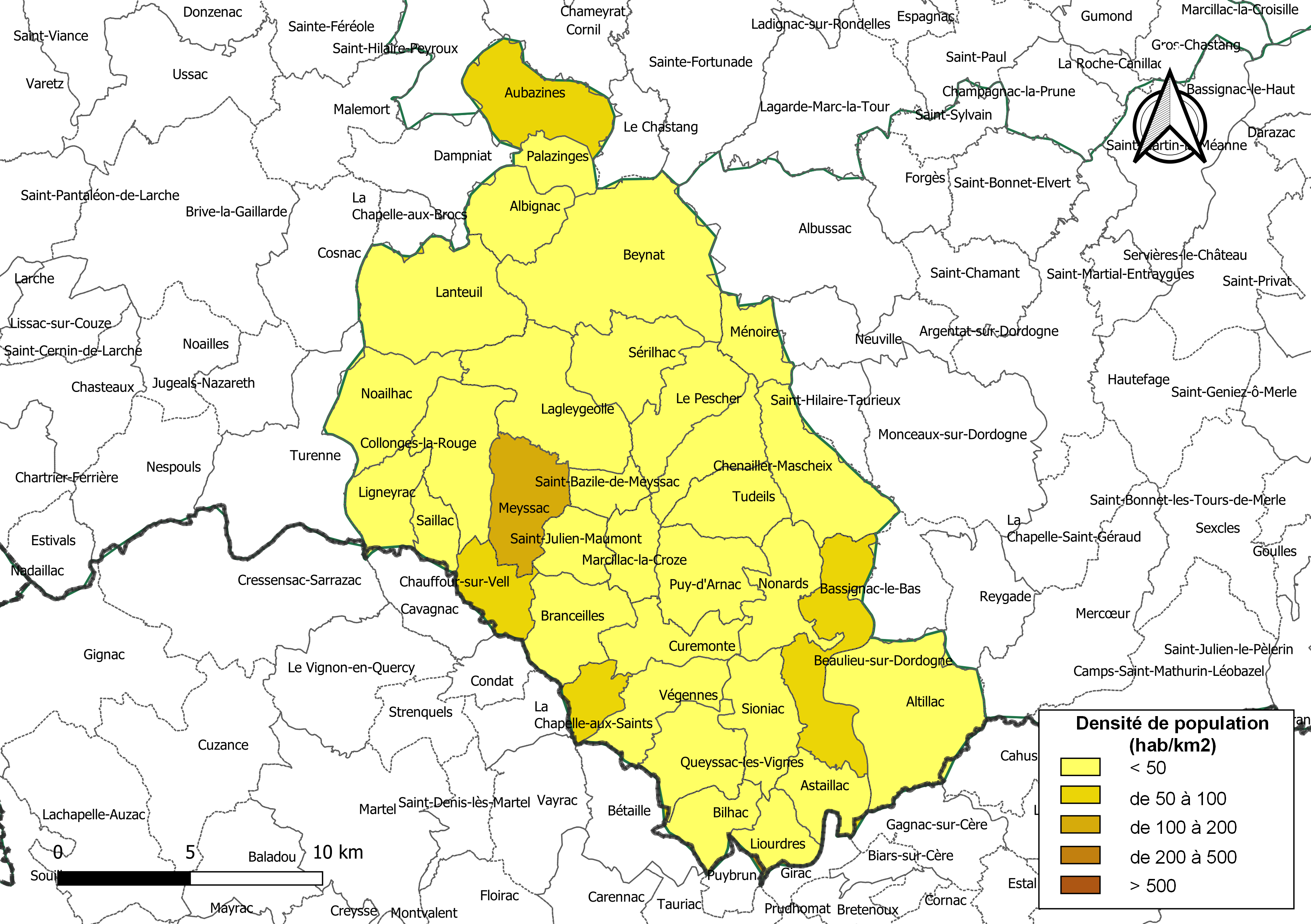
Carte des densités de population (millésimée 2016) des communes de la communauté de communes Midi Corrézien. Composition en communes au 1er janvier 2019.

La communauté de communes est composée des 34 communes suivantes :

| Nom                           | Code Insee | Gentilé        | Superficie (km2) | Population (dernière pop. légale) | Densité (hab./km2) |
| ----------------------------- | ---------- | -------------- | ---------------- | --------------------------------- | ------------------ |
| Beaulieu-sur-Dordogne (siège) | 19019      | Bellocois      | 16,89            | 1 310 (2022)                      | 78                 |
| Albignac                      | 19003      | Albignacois    | 9,74             | 235 (2022)                        | 24                 |
| Altillac                      | 19007      | Altillacois    | 25,23            | 827 (2022)                        | 33                 |
| Astaillac                     | 19012      | Astaillacois   | 7,35             | 207 (2022)                        | 28                 |
| Aubazines                     | 19013      | Aubazinois     | 14,1             | 860 (2022)                        | 61                 |
| Beynat                        | 19023      | Beynatois      | 34,84            | 1 281 (2022)                      | 37                 |
| Bilhac                        | 19026      | Bilhacois      | 6,99             | 246 (2022)                        | 35                 |
| Branceilles                   | 19029      | Branceillais   | 11,59            | 276 (2022)                        | 24                 |
| La Chapelle-aux-Saints        | 19044      | Capeloux       | 4,72             | 260 (2022)                        | 55                 |
| Chauffour-sur-Vell            | 19050      | Chauffournais  | 7,19             | 413 (2022)                        | 57                 |
| Chenailler-Mascheix           | 19054      |                | 15,82            | 214 (2022)                        | 14                 |
| Collonges-la-Rouge            | 19057      | Collongeois    | 14,31            | 478 (2022)                        | 33                 |
| Curemonte                     | 19067      | Curemontois    | 8,83             | 215 (2022)                        | 24                 |
| Lagleygeolle                  | 19099      |                | 19,54            | 224 (2022)                        | 11                 |
| Lanteuil                      | 19105      | Lanteuillois   | 22,47            | 504 (2022)                        | 22                 |
| Ligneyrac                     | 19115      | Ligneyracois   | 8,36             | 293 (2022)                        | 35                 |
| Liourdres                     | 19116      | Liourdrais     | 5,91             | 266 (2022)                        | 45                 |
| Lostanges                     | 19119      | Lostangeois    | 9,47             | 152 (2022)                        | 16                 |
| Marcillac-la-Croze            | 19126      | Marcillacois   | 6,08             | 176 (2022)                        | 29                 |
| Ménoire                       | 19132      |                | 6,43             | 136 (2022)                        | 21                 |
| Meyssac                       | 19138      | Meyssacois     | 11,56            | 1 290 (2022)                      | 112                |
| Noailhac                      | 19150      | Noailhacois    | 13,51            | 351 (2022)                        | 26                 |
| Nonards                       | 19152      | Nonardais      | 11,1             | 478 (2022)                        | 43                 |
| Palazinges                    | 19156      | Palazingeois   | 5,25             | 167 (2022)                        | 32                 |
| Le Pescher                    | 19163      |                | 11,18            | 358 (2022)                        | 32                 |
| Puy-d'Arnac                   | 19169      | Puy d'Arnacois | 12,27            | 293 (2022)                        | 24                 |
| Queyssac-les-Vignes           | 19170      |                | 11,13            | 235 (2022)                        | 21                 |
| Saillac                       | 19179      | Saillacois     | 4,25             | 210 (2022)                        | 49                 |
| Saint-Bazile-de-Meyssac       | 19184      | Bazilois       | 4,47             | 137 (2022)                        | 31                 |
| Saint-Julien-Maumont          | 19217      | Maumontois     | 6,21             | 173 (2022)                        | 28                 |
| Sérilhac                      | 19257      | Sérilhacois    | 12,53            | 273 (2022)                        | 22                 |
| Sioniac                       | 19260      | Sioniacois     | 10,6             | 237 (2022)                        | 22                 |
| Tudeils                       | 19271      | Tudeillois     | 9,55             | 266 (2022)                        | 28                 |
| Végennes                      | 19280      | Végennois      | 10,11            | 174 (2022)                        | 17                 |

### Démographie
| 1968   | 1975   | 1982   | 1990   | 1999   | 2010   | 2015   | 2021   |
| ------ | ------ | ------ | ------ | ------ | ------ | ------ | ------ |
| 13 828 | 12 621 | 12 331 | 12 002 | 11 888 | 12 899 | 13 190 | 13 059 |

## Administration

### Siège
La communauté de communes a son siège à Beaulieu-sur-Dordogne. 

### Les élus
Le conseil communautaire de la communauté de communes se compose de 51 conseillers, élus pour une durée de six ans.
Ils sont répartis comme suit :
| Nombre de conseillers | Communes                               |
| --------------------- | -------------------------------------- |
| 5                     | Beaulieu-sur-Dordogne, Beynat, Meyssac |
| 3                     | Altillac, Aubazine                     |
| 2                     | Lanteuil                               |
| 1 (+ 1 suppléant)     | les 28 autres communes                 |

### Présidence
| Période         | Période  | Identité      | Étiquette | Qualité                    |
| --------------- | -------- | ------------- | --------- | -------------------------- |
| 12 janvier 2017 | En cours | Alain Simonet |           | maire d'Albignac (2008 → ) |

### Compétences
- Aménagement de l'espace communautaire,
- Politique sportive,
- Développement économique,
- Protection et mise en valeur de l'environnement,
- Politique du logement et du cadre de vie, PLUI
- Politique sociale,
- Politique de l'enfance et de la jeunesse,
- Tourisme, compétence transférée au SMVDC
- Routes d'intérêt communautaire
- Compétences diverses.

La structure adhère au 
- Syndicat Mixte d’Études du Bassin de Brive
- Pôle d'Équilibre Territorial et Rural Vallée Dordogne Corrézienne
- Syndicat mixte BELLOVIC
- Fédération Départementale d'Électrification et d'Énergie de la Corrèze
- Syndicat Mixte pour le ramassage et le traitement des ordures ménagères de la région de Brive

### Régime fiscal et budget
Le régime fiscal de la communauté de communes est la fiscalité professionnelle unique (FPU).